# Shane Vereen
Pour les articles homonymes, voir Vereen.
(en) Statistiques sur pro-football-reference
Shane Patrick-Henry Vereen, né le 2 mars 1989 à Santa Clarita, est un sportif professionnel américain de football américain ayant joué au poste de  running back dans la National Football League (NFL) pendant huit saisons.
Sélectionné lors du 2e tour de la draft 2011 par la franchise des Patriots de la Nouvelle-Angleterre (2011-2014), il rejoint ensuite les Giants de New York (2015-2017) et termine sa carrière avec les Saints de La Nouvelle-Orléans (intersaison 2018).
Il remporte le Super Bowl XLIX avec les Patriots.

## Biographie

### Jeunesse
Vereen naît dans le quartier de Valencia (Santa Clarita) de Santa Clarita en Californie et étudie au lycée de Valencia High School.

### Carrière universitaire
Étudiant à l'université de Californie à Berkeley, il joue au football américain universitaire dans la NCAA Division I FBS et sa Pacific-10 Conference pour les Golden Bears de la Californie de 2008 à 2010.

### Carrière professionnelle

#### Draft
Vereen est sélectionné en 56e choix global lors du deuxième tour,de la draft 2011 de la NFL par la franchise des Patriots de la Nouvelle-Angleterre.

#### Patriots de la Nouvelle-Angleterre
Vereen signe son contrat rookie de quatre ans avec les Patriots le 1er août 2021.
Le 21 novembre, il inscrit son premier touchdown professionnel à la suite d'une course de quatre yards lors de la victoire 34 à 3 contre les Chiefs de Kansas City. Au terme de sa première saison, il totalise un gain de 57 yards à la course et un touchdown.
Le 22 novembre 2012, en soirée de Thanksgiving, Vereen inscrit un touchdown de 83 yards à la suite d'une réception lors de la victoire en déplacement chez les Jets de New York. Cette réception restera la plus longue de sa carrière. Il termine la saison régulière 2012 avec un bilan à la course de 251 yards et trois touchdowns ainsi que 149 yards et un touchdown en réceptions. Lors du match de tour de division contre les Texans de Houston, Vereen réalise le match de sa vie en gagnant 83 yards et en inscrivant deux touchdowns en cinq réceptions, ainsi que 41 yards et un autre touchdowns lors des sept courses effectuées. Vereen devient ainsi le deuxième joueur de l'histoire des Patriots (avec Deion Branch), à inscrire lors d'un même match de série éliminatoire, un touchdown tant en réception qu'à la course. De plus, il devient le troisième joueur de l'histoire de la NFL (avec Roger Craig et Ricky Watters (en)) à inscrire deux touchdowns en réception et un touchdown à la course lors d'un match de série éliminatoire. Lors de la défaite 13 à 28 en finale de conférence AFC contre les Ravens de Baltimore, il ne gagne que 16 yards à la course et 22 yards en réceptions.
En 14e semaine de la saison 2013, lors de la victoire 27 à 26 contre les Browns de Cleveland, il gagne 153 yards en réceptions et inscrit un touchdown à la course. Sur cette saison il totalise un gain de 427 yards en 47 réceptions avec également 208 yards et un touchdown à la course.
Il termine la saison 2014 avec un gain de 391 yards et deux touchdowns à la course auxquels s'ajoutent 447 yards et trois touchdowns en réceptions.
Le 1er février 2015, Vereen réussit 11 réceptions (record en carrière sur un match) pour un gain de 64 yards et remporte le Super Bowl XLIX disputé contre les Seahawks de Seattle.

#### Giants de New York
Le 10 mars 2025, l'agent libre Vereen signe avec les Giants de New York,. Il totalise un gain de 495 yards et quatre touchdowns en réceptions ainsi que 260 yards à la course lors de sa première saison.
Le 27 septembre 2016, Vereen se blesse au triceps et quitte la liste des blessés le 10 décembre 2016 avant le match de la 14e journée contre les Cowboys de Dallas. Le 20 décembre 2016, il se reblesse au triceps ce qui met un terme à sa deuxième saison qu'il termine avec un gain limité de 158 yards et un touchdown inscrit à la course ainsi qu'un gain supplémentaire de 94 yards gagnés en réceptions.
Vereen totalise ensuite en 2017, des gains de 253 yards en réceptions et 164 yards à la course mais, pour la première fois de sa carrière, n'inscrit aucun touchdown.

#### Saints de La Nouvelle-Orléans
Le 18 juillet 2018, Vereen signe chez les Saints de La Nouvelle-Orléans. Il est placé sur la liste des joueurs blessés le 1er septembre et, de commun accord, est libéré quelques jours plus tard.